# سيرجينهو غرين
سيرجينهو غرين (بالهولندية: Serginho Greene)‏ (24 يونيو 1982 بأمستردام في هولندا - ) هو لاعب كرة قدم هولندي في مركز الدفاع. شارك مع منتخب هولندا تحت 21 سنة لكرة القدم. أما مع النوادي، فقد لعب مع آر كي سي فالفيك وفاينورد وفيتيسه آرنهم وليفسكي صوفيا ونادي أيك لارنكا ونادي دلهي ديناموس ونادي دوردريخت ونادي فويفودينا ونادي هارلم وOthellos Athienou FC ‏.

## وصلات خارجية
- سيرجينهو غرين على موقع الاتحاد الأوربي (الإنجليزية)
- سيرجينهو غرين على موقع قاعدة بيانات كرة القدم.إي يو (الإنجليزية)
- سيرجينهو غرين على موقع بيانات كرة القدم. دي إي (الألمانية)
- سيرجينهو غرين على موقع Soccerway.com (الإنجليزية)
- سيرجينهو غرين على موقع عالم كرة القدم.نت (الإنجليزية)